# Lepomis symmetricus
Lepomis symmetricus är en fiskart som beskrevs av Forbes, 1883. Lepomis symmetricus ingår i släktet Lepomis och familjen Centrarchidae. Inga underarter finns listade i Catalogue of Life.